# Припять (штабной корабль)
«Припять» (в составе ВМС Польши Т-1 (Т-2) и «Адмирал Серпинек» (пол. ORP Admirał Sierpinek), ранее в России «Татьяна») — русский, польский и советский пароход, транспорт, гидроавианосец и штабной корабль.

## История
Ранее был известен как колёсный пассажирский пароход «Татьяна». В марте 1919 года мобилизован и включён в Припятскую военную флотилию РСФСР как гидроавианосец (плавучая база).
Во время советско-польской войны захвачен польскими войсками и 27 апреля 1920 года в Чернобыле вошёл в состав ВМС Польши как транспорт под именем Т-1 (Т-2). 25 июля 1920 года на реке Пине был затоплен поляками при отступлении, а позднее захвачен советскими войсками и переведён к Мостам Волынским, но после отступления частей РККА снова был там затоплен. В апреле 1921 года во второй раз захвачен поляками, отремонтирован на доках Модлина, в 1922 году вошёл в состав речной флотилии ВМС Польши. Получил там имя «Адмирал Серпинек» в честь первого польского адмирала XVI века.
В 1925 году корабль отправлен в школу морских специалистов в Свеце, где служил в качестве учебного. В октябре 1928 года утверждён в качестве штабного корабля речной флотилии ВМС Польши, в 1935 году в ходе ремонта на нём был установлен новый паровой котёл. В начале Второй мировой войны дислоцировался на Припяти близ Канала Сытницкого. 17 сентября 1939 года после вступления сил РККА на территорию Западной Белоруссии был затоплен экипажем, однако позднее поднят со дна советскими спасателями.
17 июля 1940 года вошёл в состав Пинской военной флотилии (ПВФ) под наименованием «Припять». С началом войны «Припять» уже 22 июня 1941 года попала под авиаудар люфтваффе и понесла первые потери среди личного состава ПВФ — один человек был ранен. До начала июля корабль находился на реке Припять. Лишь с 20 июля 1941 года «Припять» постоянно пребывает в Киеве по своему прямому назначению. 18 сентября 1941 года при оставлении советскими войсками Киева взорван советскими моряками согласно приказу Военного совета 37-й армии в гавани Киевского речного порта. В 1944 году поднят со дна и пущен на слом.